# Ксані (Мцхетський муніципалітет)
Ксані (груз. ქსანი) — село в Грузії.
За даними перепису населення 2014 року в селі проживає 2962 особи.